# Palafrugell
Palafrugell es un municipio y localidad española de la provincia de Gerona, en la comunidad autónoma de Cataluña. Perteneciente a la comarca del Bajo Ampurdán, cuenta con una población de 24 300 habitantes (INE 2024). Está situado a los pies de Las Gavarras, en la parte central de la Costa Brava. En sus alrededores se encuentra el macizo de Bagur.

## Símbolos
El blasón de Palafrugell es un escudo acantonado de gules, un castillo abierto de argén, con un fajo atado de espigas cortadas en cada lado de oro. Por timbre, una corona mural de barón, y acoplado en palo detrás del escudo un bordón de prior de oro.
Fue aprobado el 28 de abril de 2004 por el pleno del ayuntamiento y publicado en el DOGC número 4.182 el 26 de julio del mismo año.
El castillo (hoy en día desaparecido, que se convirtió centro de la baronía de Palafrugell) y los fajos atados de espigas cortadas a banda y banda son el escudo tradicional de la población: una de las representaciones más antiguas de que se tiene constancia se encuentra en el entorno de la iglesia de Sant Martí. El bordón indica que la localidad estuvo bajo el dominio directo de los priores de Santa Anna de Barcelona desde el siglo XII hasta el siglo XIX.

## Demografía
Palafrugell cuenta con una población de 24 300 habitantes (INE 2024).
| Gráfica de evolución demográfica de Palafrugell entre 1842 y 2021 |
| |
| Población de derecho según los censos de población del INE Población de hecho según los censos de población del INEEn este censo se denominaba Palafurgell: 1842 Entre el censo de 1860 y el anterior, disminuye el término del municipio porque independiza a Mont-ras |

### Población por núcleos
Desglose de población según el Padrón Continuo por Unidad Poblacional del INE.
| Núcleos                | Habitantes (2014) | Varones | Mujeres |
| ---------------------- | ----------------- | ------- | ------- |
| Bruguerol              | 162               | 80      | 82      |
| Calella de Palafrugell | 701               | 365     | 336     |
| Ermedás                | 41                | 19      | 22      |
| Llafranch              | 306               | 151     | 155     |
| Llufríu                | 284               | 139     | 145     |
| Palafrugell            | 20923             | 10443   | 10480   |
| Santa Margarita        | 39                | 18      | 21      |
| Tamariu                | 267               | 139     | 128     |
| Villaseca              | 40                | 19      | 21      |

### Economía
Una de las principales fuentes de riqueza del municipio era la industria del corcho que, actualmente, todavía goza de gran prestigio. Esta industria estaba enfocada, en buena parte, a la exportación de tapones de corcho por todo el mundo.
El municipio se halla dividido entre el mar y el interior, a pesar de que la importancia de su litoral ha condicionado el desarrollo social y económico, transformando una villa tradicionalmente dedicada a la industria del corcho en un centro turístico y de servicios plenamente consolidado.
Palafrugell es uno de los destinos turísticos y de segunda residencia más importantes de las comarcas gerundenses lo que conlleva que en verano sus habitantes lleguen a los 60 000, mientras que en invierno solo residen unos 20 000.

## Administración y política
El ayuntamiento tiene su sede en la casa consistorial de Palafrugell.
| Periodo   | Nombre                 | Partido |
| --------- | ---------------------- | ------- |
| 1979-1983 | Albert Juanola         | CiU     |
| 1983-1987 | Lluís Medir Huerta     | PSC     |
| 1987-1991 | Lluís Medir Huerta     | PSC     |
| 1991-1995 | Frederic Sunyer        | CiU     |
| 1995-1999 | Frederic Sunyer        | CiU     |
| 1999-2003 | Frederic Sunyer        | CiU     |
| 2003-2007 | Lluís Medir Huerta     | EPM     |
| 2007-2011 | Lluís Medir Huerta     | EJP-EPM |
| 2011-2015 | Julio Fernández Iruela | PSC     |
| 2015-2019 | Josep Piferrer Puig    | ERC     |
| 2019-2023 | Josep Piferrer Puig    | ERC     |

| Partido político                            | 2023  | 2023       | 2023 |
| Partido político                            | %     | Concejales |      |
| Partido de los Socialistas de Cataluña      | 36,01 | 9          |      |
| Esquerra Republicana de Cataluña            | 16,21 | 4          |      |
| CM                                          | 14,59 | 3          |      |
| Som Gent del Poble - Tots Empordà           | 10,11 | 2          |      |
| Palafrugell En Comú Podem - En Comú Guanyem | 9,21  | 2          |      |
| Vox                                         | 5,3   | 1          |      |

### Evolución de la deuda viva
El concepto de deuda viva contempla solo las deudas con cajas y bancos relativas a créditos financieros, valores de renta fija y préstamos o créditos transferidos a terceros, excluyéndose, por tanto, la deuda comercial.
| Gráfica de evolución de la deuda viva del ayuntamiento entre 2008 y 2014                             |
| |
| Deuda viva del ayuntamiento en miles de Euros según datos del Ministerio de Hacienda y Ad. Públicas. |

La deuda viva municipal por habitante en 2014 ascendía a 361,76 €.

## Cultura

### Patrimonio
- Museo del corcho.

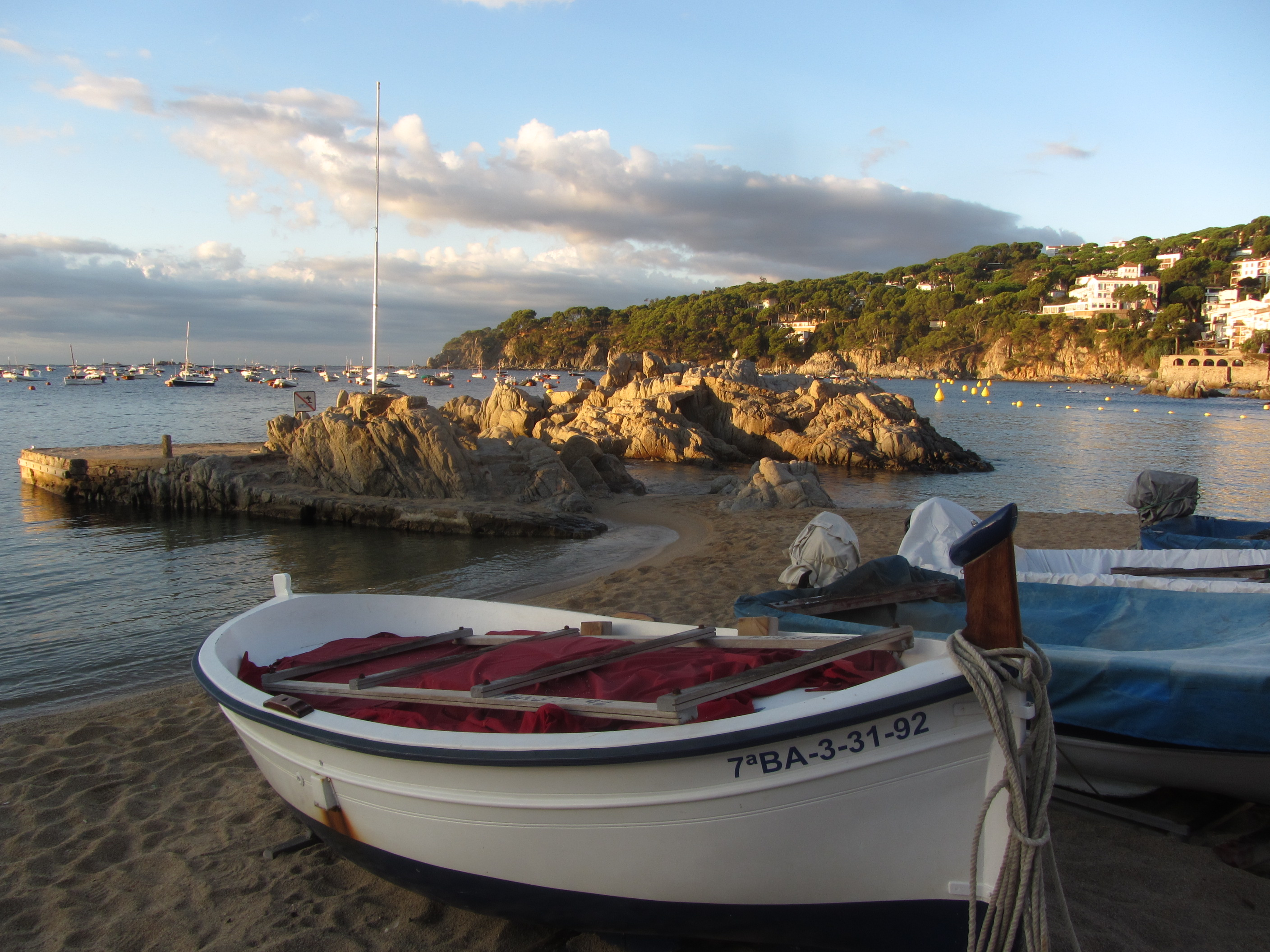
Calella de Palafrugell

- La franja litoral, abarca 12 km de recortadas calas y pequeñas playas.
- En las cercanías se puede visitar el jardín botánico del Cap Roig en los acantilados de Calella de Palafrugell.
- El faro de Sant Sebastià y su mirador están situados en la cima de la montaña de Sant Sebastià (165 m sobre el nivel del mar), que separa Llafranch de Tamariu.
- Poblado íbero de San Sebastián de la Guarda
- Centro de interpretación de Sa Perola
- Centro de interpretación de la Gastronomía: Lugar que permite descubrir la evolución de la gastronomía a lo largo de la historia, así como la evolución del turismo en el Empordanet a través de dos audiovisuales. Asimismo, ofrece información sobre las campañas gastronómicas que se realizan en el territorio, recetas tradicionales, mercados, principales productos de Cataluña con información completa, a través de paneles táctiles.

### Fiestas

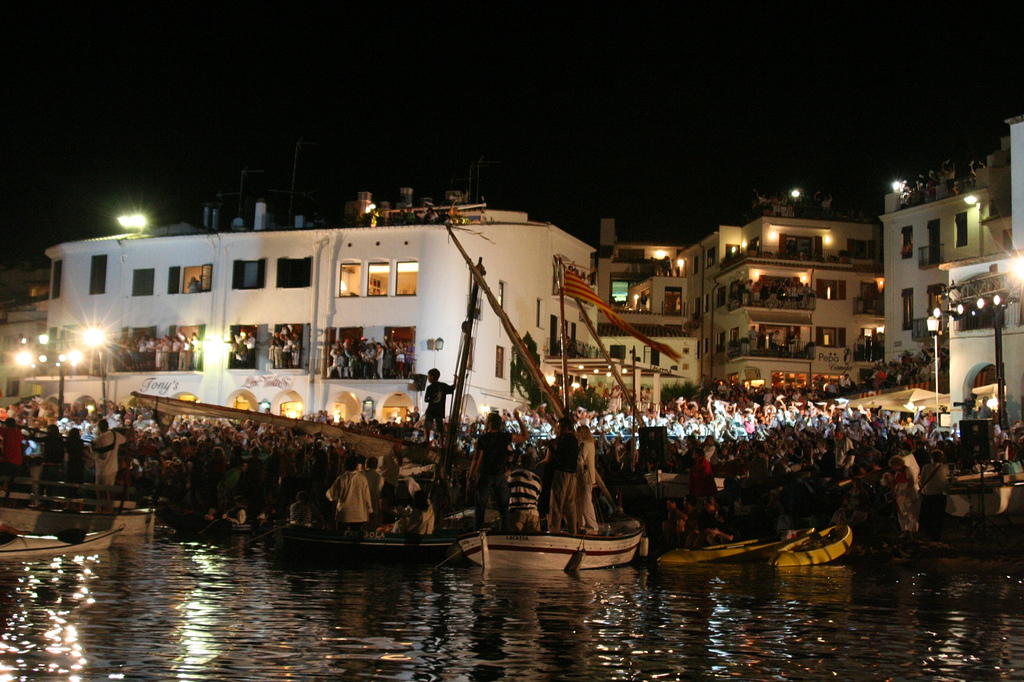
Cantada de habaneras

- Desde 1966 cada primer sábado de julio se celebra la cantada de Habaneras, en el festival de Cap Roig, en la cala del Port Bo de Calella de Palafrugell. Con motivo del cumplimiento de los cuarenta años de la tradicional cantada de Habaneras el cantautor de folk y rock estadounidense Bob Dylan en 2006 celebró un concierto multitudinario en los jardines de Cap Roig, dentro del Festival de música de Cap Roig, en Calella de Palafrugell[12]
- Las fiestas de primavera son una celebración carnavalesca del municipio que nacieron en el año 1962, después de la prohibición de celebrar el carnaval en toda España. Para evitar la prohibición, se trasladó la fiesta a la primavera con la excusa de celebrar la llegada de esta estación. Participan cuadrillas (colles) carroceras de toda la Costa Brava.
- La fiesta mayor se celebra alrededor del 20 de julio, día de la patrona del municipio, Santa Margarita.

## Hermanamientos
- Pozo Alcón (España)
- Mirepoix (Francia)
- Arróniz (España)
- Desde el 27 de marzo de 1999 Palafrugell está hermanada con el municipio valenciano de Sueca, lugar de nacimiento de otro gran escritor contemporáneo en lengua catalana, Joan Fuster.[13]